# Meded
Els Meded serien un poble nòmada que envaïa periòdicament el regne de Mèroe a l'època de pluges a la cerca d'aigua i menjar pel bestiar, i que vivien a l'oest del riu Nil, a la regió del Wadi Muqaddam al sud de Korti. Els territoris dels Wadi Abu Dom, Wadi Muqaddam, i Wadi al-Malik, formaven la regió anomenada Baiuda (Bayuda), poblada per sedentaris, que eren governats per caps a nivell local i per caps suprems o reis a nivell regional segon expliquen les inscripcions de Napata, probablement vers el 500-400 aC
L'estela de Kawa del rei Irike-amanote (v. 430-400 aC) fa esment de què Krtn (Korti) fou atacada 8 dies després de la coronació del rei, que s'hi havia desplaçat a un palau que hi tenia; els atacants era saquejadors del desert de l'oest anomenats Mdd (Meded) que van fugir quant van veure que el rei era allí, i els soldats reials van matar molts enemic i no van tenir cap baixa.
A l'estela del rei Harsiotef (v. 390-350 aC), el rei diu que el seu tercer any va combatre els rebels de la terra dels Meded y els va derrotar i que el cinquè any va enviar contra ells a l'infantaria i la cavalleria; el rei diu que va destruir tres ciutats del districte de Anruare i feren presoner al cap dels Meded, Saweri-raga, que fou executat; l'any següent el rei va tornar a marxar contra els Meded i els va derrotar altra vegada i els va capturar els ramats i els esclaus i esclaves; el rei Meded va reconèixer al rei de Mèroe i s'hi va sotmetre deixant al seu lloctinent com a ostatge, després del qual el rei es va retirar. Després d'això no s'esmenten altres combats.
És possible que fou llavors quant Mèroe va establir el seu domini sobre la regió i va establir un centre administratiu a Al-Meragh, que no devia ser un establiment aïllat tot i que amb excepció de l'establiment de Tamtam no se n'ha descobert encara cap mes. Se suposa que els meroítes es van establir a tota la regió del Wadi Muqadam, llavors un territori que no tenia les dolentes condicions climàtiques i productives d'avui dia. L'establiment meroític a la regió degué produir-se vers el 300 aC o poc abans i no va sobreviure molt de temps. Abans del 100 aC (probablement vers el 200 aC) havia estat destruït pels Meded.
Durant el regnat de Nastasen (vers el 335-315 aC) apareix esmentat un poble sota el nom de Mdyy, que es creu que podrien ser el Meded. Nastasen va derrotar a molts pobles segons la seva estela, i en dona els noms, o districte o tribu; els Mdyy haurien atacat la zona del temple de Kawa i pres els tresors que allí s'acumulaven des del temps del rei Aspelta. Com que Kawa és a la riba est del Nil, aquesta dada va servir per suposar que el Mdyy foren els avantpassats dels moderns beges.
L'establiment meroita va desaparèixer uns anys després. Les restes arqueològiques suggereixen la destrucció per foc i el saqueig de cada casa. No es torna a percebre posterior presència meroítica.